# Vičice (zámek)
Vičice jsou barokní zámek ve stejnojmenné vesnici asi 3,5 kilometru jihovýchodně od Března v okrese Chomutov. Od roku 1963 je chráněn jako kulturní památka.

## Historie
Na konci šestnáctého století vlastnilo Vičice několik různých majitelů. Karel Hruška z Března svou část roku 1591 prodal Linhartu Štampachovi ze Štampachu, který později přikoupil ještě další část od Arnošta z Zettelbergu, a teprve Jan Jindřich ze Štampachu panství roku 1614 sjednotil, když dokoupil zbývající díl od Viléma z Doupova.
Panské sídlo vzniklo ve Vičicích poměrně pozdě. August Sedláček datuje výstavbu tvrze až po roce 1609, kdy vesnici vlastnil Jan Jindřich ze Štampachu. Na štítě renesanční tvrze však býval letopočet 1598, který napovídá, že tvrz vznikla o něco dříve. Jan Jindřich ze Štampachu přišel o celý majetek v konfiskacích na konci stavovského povstání a v roce 1623 ho do zástavy získal Jaroslav Bořita z Martinic, od kterého ho koupil jeho zeť Florián Žďárský ze Žďáru. V roce 1670 byly Vičice připojeny k ahníkovskému panství, u kterého zůstaly až do zrušení poddanství. V roce 1702 zámek navštívil císař Josef I., který zde poobědval a zúčastnil se lovu v okolních lesích. Na konci devatenáctého a na počátku dvacátého století zámek patřil Franzi Preidlovi a Emanuelu Karschovi, vlastníkům prunéřovského pivovaru.
Po roce 1950 připadl zámecký areál státnímu statku, v jehož majetku postupně zchátral. Po roce 1990 zámek koupila březenská firma Sady a školky Vičice, která ho částečně zrekonstruovala.

## Stavební podoba

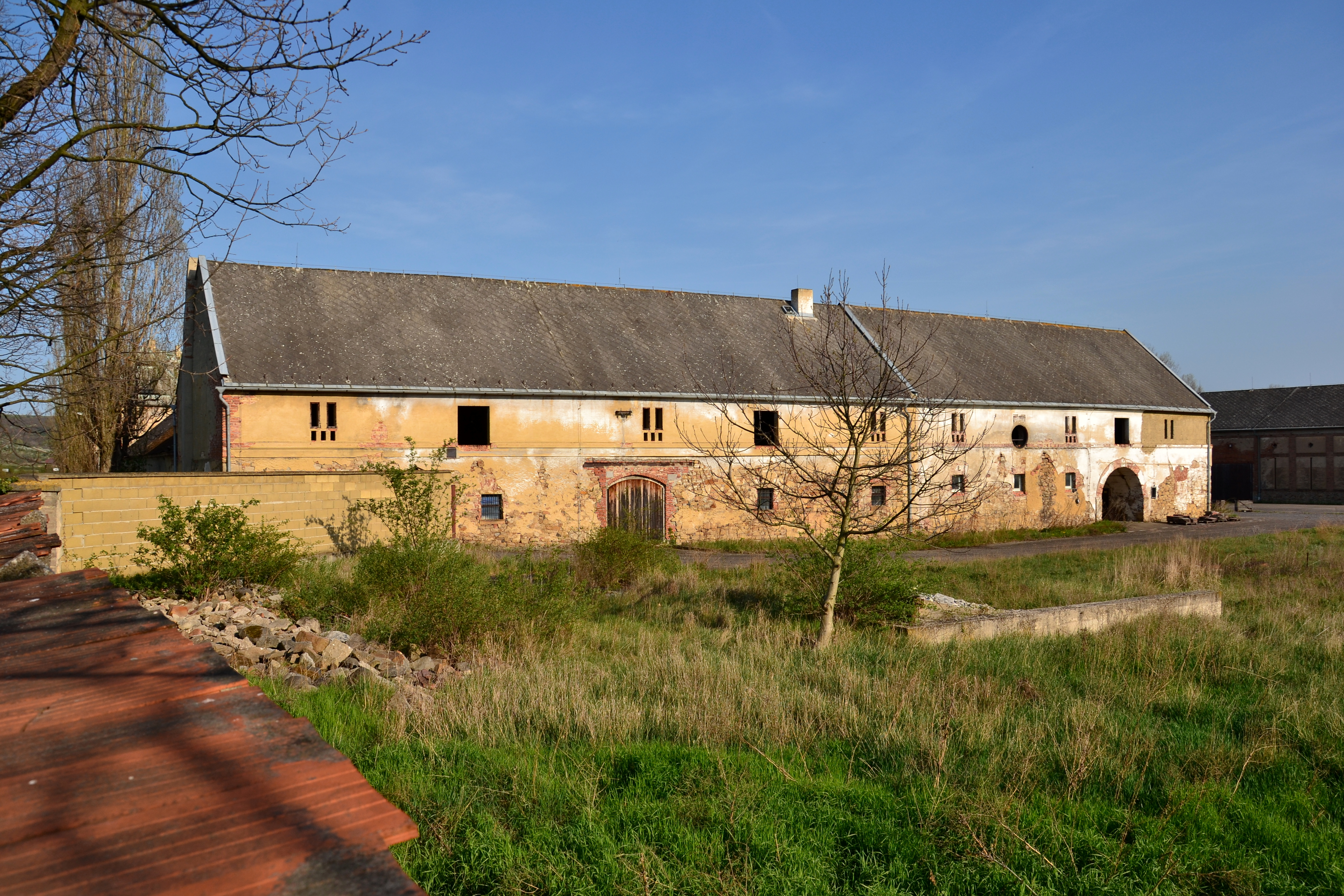
Západní průčelí hospodářské budovy na západní straně zámeckého dvora

Předchůdcem zámku byla renesanční tvrz nebo panský dům. Tvrz přestavěli na barokní zámek Martinicové na počátku 18. století. Půdorys zámku má podobu písmene U s krátkými bočními křídly, která jsou v nárožích zakončena štíhlými polygonálním věžemi s cibulovými střechami. Z nádvoří se do přízemí vstupuje půlkruhovým bosovaným portálem. Některé místnosti jsou zaklenuté hřebínkovými klenbami. Poslední větší úpravy zámku proběhly v roce 1929, kdy bylo do velkého sálu vloženo patro, které umožnilo intenzivnější hospodářské využití objektu.
Představu o velikosti hospodářského zázemí zámku podává soupis panství z roku 1794. Podle něj byl zámek v dobrém stavu, ale domek zahradníka byl poškozený. Ve dvoře byl chlév pro deset krav, stáj pro dva koně, chlév pro patnáct prasat a stodola se dvěma mlaty. Dvůr měl vlastní studnu, ale další vodu přiváděl vodovod do vodojemu, do kterého se čerpala pomocí vodního kola z Ohře.